# 社會生態學
社會生態學（Social ecology），是由默里·布克钦在1960年代發展出的一套哲學。
社會生態學認為現今的生態問題源自一系列根深柢固的社會問題，尤其在那些凌駕性地實行等级制度（或者更準確來說是君尊制度）的社會和政治體制的地方。這學說認為導致這種後果的是毫無質疑地接受一種過份強調競爭、不成長就死亡的觀念。社會生態學認為個人行為例如道德消費無法抵抗這種不良後果，反而必須訴諸以強調多元的基進民主理念為基礎的、更細緻的道德思考以及集體行動。它強調人與自然間的複雜關係，以及建立一種顧及到這種關係，對人和大自然更加互惠互利的社會結構的重要性。

## 內容
這套哲學中的「社會」元素，來自於它認為世上幾近所有的生態問題都是由根深柢固的社會問題造成的立場。社會生態學家堅持，假若不堅定地處理存在於社會中的問題，現有的生態問題就無法被清楚理解，更談不上去解決。他們認為，在20及21世紀中發生過最嚴重的生態災難的起因，除了大規模自然災害以外，都是來自於經濟、種族、文化、以至兩性間的衝突，以及其他各種問題。
社會生態學跟慕瑞·布克欽的思想和研究有關。布克欽由1950年代開始就有關問題發表文章直至離世。而由1960年代起，他就把這些問題和革命性的社會無政府主義相結合。他的著作包括《後匮乏社會的無政府主義》（英語：Post-Scarcity Anarchism）、《向生態性社會邁進》（英語：Toward an Ecological Society）、《自由的生態學》（英語：The Ecology of Freedom）等等。
社會生態學認為生態危機的根源和人與人之間的支配關係密不可分。在社會生態學的框架當中，「人類支配大自然的說法，來自於人類對人類十分實在的支配。」人類社會內部的支配關係直接導致人類對大自然的支配，而把這種支配帶到危機地步的，是資本主義。據布克欽所言：

人類必需支配大自然的說法直接來自人類對人類的支配......但那是直至有機的社群關係......溶解成市場關係開始令到這星球本身被貶為一種可開發的資源。這個持續了多個世紀的趨勢在現代資本主義面前急劇發展。基於其內在的競爭性，資產階級社會不單逼迫人類互相對抗，它亦逼迫全人類跟自然世界對抗。就如人被轉化為商品，大自然的各方各面同樣被轉化為可以大肆生產和商品化的商品、資源。......市場對人類精神的掠奪一如資本對地球的掠奪。

1995年開始，布克欽對無政府主義採取愈來愈具批判性的態度，及至在1999年斷然採取反對無政府主義的立場。他發現，社會生態學是自由意志社會主義的全新形式，並將其政治牢牢定位在一個他稱為公社主义的全新政治意識形態的框架之下。
社會生態學創立以來所經歷的演變相當顯著。它現已在教學和研究當中獲得採用，並且「從社會、行為、法律、環境以及健康等科學領域中得到有用資訊並同時對這些科學知識作出貢獻。社會生態學者運用科學方法去研究一系列反覆出現的社會、行為及環境問題。社會生態學長期感興趣的議題包括社會的犯罪和公義問題、社會對人類在整個生命週期中的發展有甚麼影響、以及實際環境對健康和人類行為的影響。當生態學聚焦於有機生命體和其所處環境之間的關係，社會生態學則關注人類和其所處環境之間的關係。」

## 附註
1. ↑  布克欽, 慕瑞. The Ecology of Freedom: The Emergence and Dissolution of Hierarchy. Oakland: AK Press, 2005, p. 85-7.
2. ↑  布克欽, 慕瑞. The Ecology of Freedom, p. 16.
3. ↑  布克欽, 慕瑞. The Ecology of Freedom, p. 65.
4. ↑  布克欽, 慕瑞. Post-Scarcity Anarchism. Oakland: AK Press, 2004, p. 24-5.
5. ↑  Biehl, Janet, "Bookchin Breaks With Anarchism", Communalism, October 2007.
6. ↑  參閱 "About Social Ecology （页面存档备份，存于）"

## 延伸閱讀
- 布克欽, 慕瑞. . Stirling: AK Press. 2004. ISBN 1-904859-06-2. OCLC 232006054.
- 布克欽, 慕瑞. . Stirling: AK Press. 2005. ISBN 1-904859-26-7.
- Light, Andrew (ed.). . New York: Guilford Press. 1998. ISBN 978-1-57230-379-9.

## 外部連結
- 社會生態學院 （页面存档备份，存于）
- 自由意志共產主義圖書館，慕瑞·布克欽館藏 （页面存档备份，存于）
- Social Ecology London （页面存档备份，存于） 一個位於英國，探索社會生態學的研究／行動小組。